# Сан Джорджо Лукано
Сан Джо̀рджо Лука̀но (на италиански: San Giorgio Lucano) е село и община в Южна Италия, провинция Матера, регион Базиликата. Разположено е на 416 m надморска височина. Населението на общината е 1279 души (към 2012 г.).